# Монастырь Станевичи
Монастырь Станевичи (серб. Манастир Стањевићи) — православный монастырь в Черногории высоко в горах на побережье Адриатического моря, у села Побори в районе города Будва.
Находится на высоте 600 м над уровнем моря. Название получил по поборскому родовому братству.

## История
В XIV веке при сербском деспоте Стефане Лазаревиче его воевода Юрий Черноевич (дед Ивана Черноевича), господарь Грбаля и Светомихольской метохии, построил на месте нынешнего монастыря дворец и невдалеке, на вершине Джурджевец, крепостцу с храмом Св. Георгия.
В 1714 году черногорский митрополит Данило Шчепчевич Негош переселился в Станевичи из разорённого тогда турками Цетинского монастыря.
В 1718 году по Пожаревацкому миру Венецианской республики и Османской империи территория адриатического Приморья с монастырями Станевичи и Подмаине официально отошла к Венеции.
Данило, совершив поездку в Россию, привёз оттуда средства на обновление Станевичей и основал там нынешний монастырь, ставший его летней резиденцией и после его возвращения в Цетине.
Около 1724 года Данило I построил в Станевичах церковь Св. Троицы, а старое здание дворца Черноевича превратил в келейный корпус.
Преемник митрополита Данилы I, митрополит Савва Петрович, завершил строительство в монастыре и при нём он стал одним из политических и духовных центров Черногории, летней резиденцией митрополита, в которой он принимал и российских эмиссаров Степана Пучкова и Юрия Долгорукова.
В 1780 году Савва Петрович основал в монастыре школу для будущих священников, которую посещал его племянник Пётр I Петрович.
В 1798 года Пётр I Петрович и черногорские старшины в Станевичах представили народу первый (после сербского Законника Стефана Душана) писаный законник Черногории, который тут же был единогласно принят на народном собрании и впоследствии получил название «Законник святого Петра». Вторая часть Законника была принята в Цетине в 1803 г.
После Наполеоновских войн территория Венецианского Приморья отошла к Австрийской империи, но собственником монастыря по-прежнему оставался черногорский митрополит.
Преемник Петра I Петровича, его племянник Пётр II Петрович Негош, в Станевичах написал свою религиозно-философскую поэму «Лучи микрокосма». Посещали монастырь сербские просветители Досифей Обрадович и Вук Караджич.
В 1837 г., при размежевании границы с Австрийской империей, Пётр II Петрович был вынужден продать австрийцам здания монастыря, находившиеся на австрийской территории.
Австрийцы превратили монастырь в крепость, защищавшую их территорию от черногорцев.
В 1869 г., во время антиавстрийского восстания в Приморье и Боке Которской, жители общины Побори заняли монастырь, но при подавлении восстания ушли из него, взорвав оборонительные сооружения, которые с тех пор не восстанавливались, а монастырь оказался заброшен.
Руины монастыря значительно пострадали от землетрясения 1979 г.
В 1994 года к монастырю был проложен насыпной автомобильный путь и начато восстановление монастырской жизни в Станевичах.
Настоятелем монастыря с 2004 г. является иеромонах Ефрем Дабанович.